# A solis ortus cardine

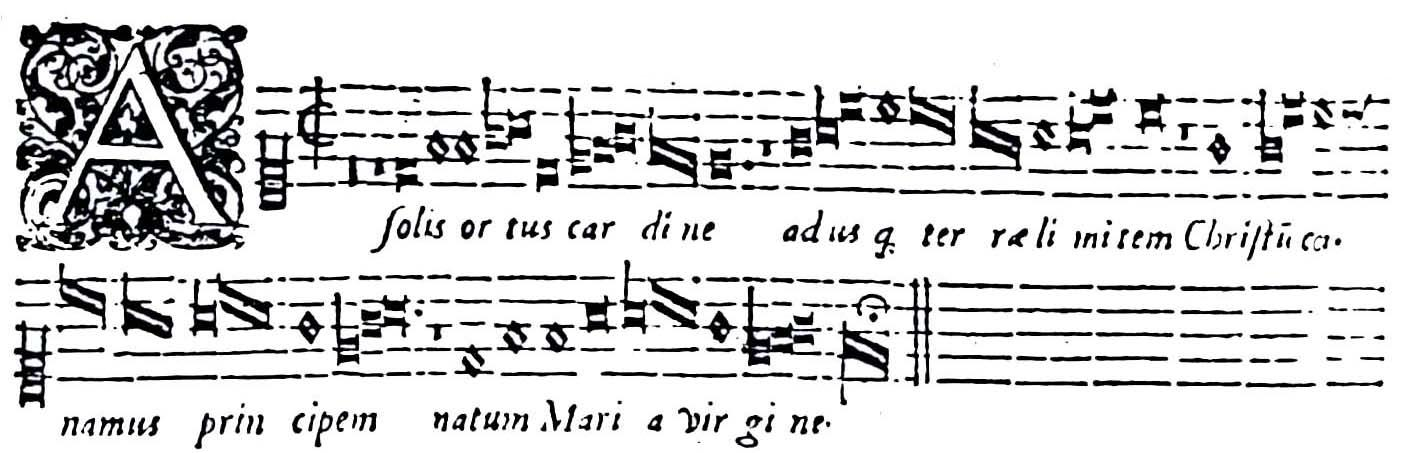
A solis ortus cardine, in een bundel uit de 16e eeuw

A solis ortus cardine is een hymne die in de Katholieke Kerk wordt gebruikt in de Lauden tijdens de Kersttijd.
De oorspronkelijke tekst, van de 5e-eeuwse dichter Coelius Sedulius, omvat drieëntwintig kwatrijnen, steeds beginnend met de volgende letter van het Latijnse alfabet: A, B, C, ..., Z.
De eerste zeven daarvan (A t/m G) worden in de katholieke liturgie gebruikt; 8, 9, 11 en 13 (Hostis Herodes impie) worden gezongen tijdens de epifanie (Driekoningen).
In 1632 werden in de tekst enkele kleine wijzigingen aangebracht door Paus Urbanus VIII. 
| Latijn | Nederlands |
| --- | --- |
| A solis ortus cardine adusque terrae limitem Christum canamus Principem, natum Maria Virgine. Beatus auctor saeculi servile corpus induit, ut carne carnem liberans non perderet quod condidit. Clausae parentis viscera caelestis intrat gratia; venter puellae baiulat secreta quae non noverat. Domus pudici pectoris templum repente fit Dei; intacta nesciens virum verbo concepit Filium. Enixa est puerpera quem Gabriel praedixerat, quem matris alvo gestiens clausus Ioannes senserat. Feno iacere pertulit, praesepe non abhorruit, parvoque lacte pastus est per quem nec ales esurit. Gaudet chorus caelestium et Angeli canunt Deum, palamque fit pastoribus Pastor, Creator omnium. Iesu, tibi sit gloria, qui natus es de Virgine, cum Patre et almo Spiritu, in sempiterna saecula. Amen. | Van waar de zon opgaat tot de verste landstreken zingt men ter ere van de Koning Christus. die geboren is uit de Maagd Maria. De schepper van onze levenstijd nam de gedaante aan van een knecht om met vlees ons vlees te bevrijden zodat niet verloren zou gaan wat Hij had gemaakt. In de schoot van de kuise moeder trad de hemelse genade binnen; de schoot van dit meisje droeg een geheim dat zij niet kende. Het huis van dit deugdzame hart werd een tempel waar God huisde. Onwetend, niet aangeraakt door een man, ontving zij door het Woord de Zoon. Zij baarde de koninklijke Zoon zoals Gabriël had aangekondigd, wat ook, bewegend in zijn moeders buik, Johannes [de Doper] voorvoeld had. In het stro geworpen worden doorstond hij, de voederbak verafschuwde hij niet, en met een beetje melk werd hij gevoed, door wie nog geen vogel verhongert. Een hemels koor weerklonk en engelen bezongen God, en geopenbaard werd aan de herders de Herder, de Schepper van alles. Jezus, u zij de glorie, die geboren bent uit een maagd, met de Vader en de Heilige Geest tot in eeuwen der eeuwen. Amen. |

## Verdere invloed
Bekende componisten hebben zettingen van deze hymne gepubliceerd,
onder meer Gilles Binchois (ca. 1400 - 1460) en  Giovanni Pierluigi da Palestrina (ca. 1515 - 1594).
Maarten Luther bewerkte hem tot Christum wir sollen loben schon;
bekende zettingen daarvan zijn onder meer van Hans Leo Hassler en van Johann Sebastian Bach,
die er zijn cantate BWV 121 op baseerde.